# Дрейпер, Джек
Джек Александр Дрейпер (англ. Jack Alexander Draper; род. 22 декабря 2001, Лондон) — британский теннисист. Полуфиналист одного турнира Большого шлема в одиночном разряде (Открытый чемпионат США-2024); победитель трёх турниров ATP в одиночном разряде; финалист одного юниорского турнира Большого шлема в одиночном разряде (Уимблдон-2018). Первая ракетка Великобритании.

## Биография
Джек Дрейпер родился в лондонском пригороде Саттон. Занятия теннисом вместе со своим братом стал посещать в возрасте 6 лет в местном клубе Sutton Tennis & Squash. Его мать Ники, бывшая чемпионка Великобритании среди юниоров, а затем тренер по теннису, руководила процессом становления будущего теннисиста. Его отец Роджер был талантливым теннисистом-любителем и генеральным директором Sport England, а также руководителем Британской федерации тенниса с 2006 по 2013 годы. Став одним из лучших молодых британских теннисистов, Джек Дрейпер получил стипендию от LTA, которая обеспечила ему медицинскую и финансовую поддержку со стороны федерации и дала ему возможность тренироваться в Национальном теннисном центре под руководством Джеймса Тротмана.

## Спортивная карьера

### Начало карьеры

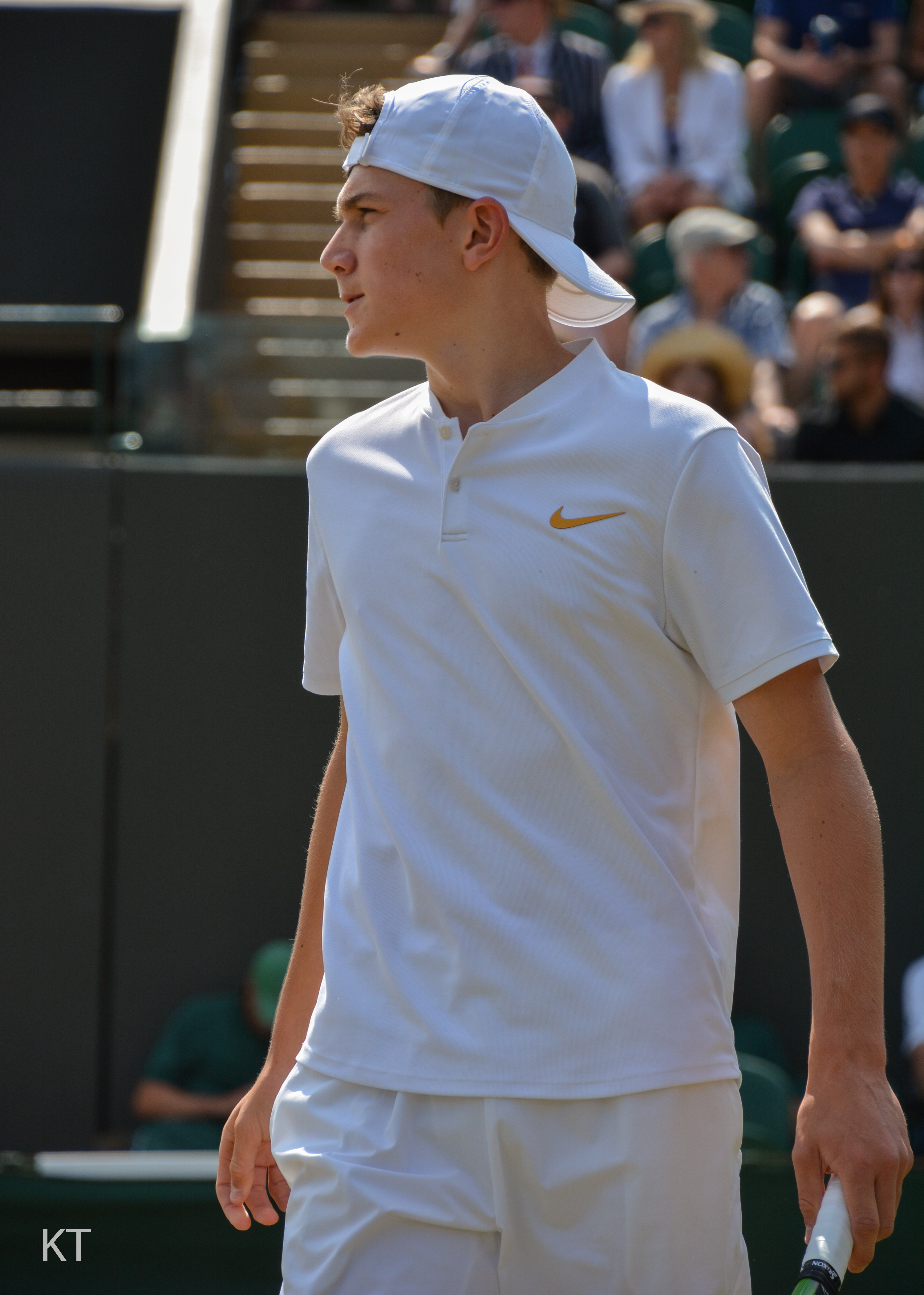
2018 год

В 2015 году дебютировал в Юниорском туре ITF, в котором выиграл три титула в одиночном разряде и два в парном разряде. В 2018 году он выиграл финал Уимблдонского турнира среди юниоров, обыграв Цзен Чун Синя. 31 декабря 2018 года он стал 7-м теннисистом в мире среди юниоров.
18 сентября 2017 года в возрасте 15 лет сыграл свой первый профессиональный матч на «фьючерсе» в Ноттингеме. В 2020 году он играл в двух финалах на «фьючерсах».
В марте 2021 года он, имея уайлд-кард, сыграл в основной сетке турнира серии Мастерс в Майами. Был вынужден прервать игру во время дебютного матча против Михаила Кукушкина из-за болезни и высокой температуры. В июне принимает участие в основной сетке турнира ATP 500 в Лондоне, где выиграл свои первые матчи у Янника Синнера и Александра Бублика, в четвертьфинале уступил в двух сетах Кэмерону Норри. На Уимблдонском турнире в первом круге играл с Новаком Джоковичем, но проиграл в четырёх сетах. Позже получил серьезную травму лодыжки и на шесть месяцев прервал игровую карьеру.
В 2022 году Дрейпер на Уимблдоне добрался до второго круга. На Открытом чемпионате США обыграл Эмиля Руусувуори и Феликса Оже-Аьяссима и уступил в третьем круге россиянину Карену Хачанову.
На Открытом чемпионате США 2023 года во втором круге обыграл 17-го сеянного Хуберта Хуркача со счётом 6-2, 6-4, 7-5. В третьем круге Дрейпер в 4 сетах обыграл Майкла Ммо и впервые в карьере вышел в 4-й круге турнира Большого шлема. На этой стадии Дрейпер в 4 сетах проиграл 8-му сеянному Андрею Рублёву.
В ноябре 2023 года на харде в зале в Софии впервые в карьере вышел в финал турнира ATP. В решающем матче Дрейпер проиграл французскому ветерану Адриану Маннарино в 3 сетах.

### 2024: два титула ATP, топ-15 рейтинга
В январе 2024 года вышел в финал турнира ATP 250 на харде в Аделаиде, где проиграл Иржи Легечке (6-4, 4-6, 3-6).
В июне 2024 года выиграл свой первый турнир ATP. На траве в Штутгарте Дрейпер в финал победил итальянца Маттео Берреттини 3-6, 7-6(5), 6-4.
На Уимблдонском турнире 2024 года был посеян под 28-м номером и во втором круге проиграл в трёх сетах своему соотечественнику Кэмерону Норри.
19 августа 2024 года впервые поднялся на 25-е место в рейтинге.
На Открытом чемпионате США 2024 года был посеян под 25-м номером и второй раз подряд дошёл до 4-го круга на этом турнире, не проиграв ни сета в трёх матчах. В 4-м круге разгромил Томаша Махача в трёх сетах и впервые в карьере вышел в 1/4 финала турнира Большого шлема. В четвертьфинале обыграл 10-го сеянного Алекса де Минора со счётом 6-3, 7-5, 6-2. Дрейпер стал первым с 2012 года британским теннисистом, вышедшим в полуфинал Открытого чемпионата США. В полуфинале Дрейпер в трёх сетах уступил будущему чемпиону Яннику Синнеру. По ходу матча Дрейпер испытывал проблемы из-за высокой влажности воздуха в Нью-Йорке. По итогам турнира поднялся на высшее в карьере 20-е место в рейтинге.
В конце октября выиграл турнир ATP 500 на харде в зале в Вене. В 5 матчах проиграл только один сет. Завершил год на 15-м месте в рейтинге.

### 2025: первая победа на Masters, топ-5 рейтинга
На Открытом чемпионате Австралии 2025 года в первых трёх раундах выигрывал матчи, уступая 1-2 по сетам. Сначала Дрейпер обыграл Мариано Навоне, затем Танаси Коккинакиса (в 4-м сете Дрейпер отыграл у соперника подачу на матч при счёте 4-5), а в третьем круге Александара Вукича (на тай-брейке 4-го сета Дрейпер был в 2 мячах от поражения). В 4-м круге проиграл два сета Карлосу Алькарасу, после чего отказался от продолжения матча.
В конце февраля дошёл до финала турнира ATP 500 на харде в Дохе, где уступил Андрею Рублёву (5-7 7-5 1-6). 
В начале марта впервые в карьере выиграл турнир серии ATP Masters 1000. В Индиан-Уэллсе Дрейпер в первых 4 матчах не отдал ни сета, обыграв, в том числе, 4-ю ракетку мира Тейлора Фрица со счётом 7-5 6-4. В полуфинале Дрейпер обыграл вторую ракетку мира Карлоса Алькараса со счётом 6-1 0-6 6-4. В финале Дрейпер разгромил Хольгера Руне 6-2 6-2. Вслед за этим на турнире ATP Masters 1000 в Майами проиграл уже в первом матче на двух тай-брейках Якубу Меншику, который затем сенсационно выиграл турнир.
В начале мая дошёл до финала турнира ATP Masters 1000 на грунте в Мадриде, где уступил Касперу Рууду со счётом 5-7 6-3 4-6. После этого поднялся на высшее в карьере пятое место в рейтинге, опередив Новака Джоковича.
На Открытом чемпионате Франции впервые в карьере дошёл до 4-го круга, где сенсационно уступил 62-й ракетке мира Александру Бублику со счётом 7-5 3-6 2-6 4-6.

## Рейтинг на конец года
| Год  | Одиночный рейтинг | Парный рейтинг |
| 2024 | 15                | 250            |
| 2023 | 61                | —              |
| 2022 | 42                | 810            |
| 2021 | 265               | 622            |
| 2020 | 303               | 1070           |
| 2019 | 338               | 1013           |
| 2018 | 561               | —              |

## Выступления на турнирах

### Финалы турнировATPв одиночном разряде (7)

#### Победы (3)
| Легенда                     |
| --------------------------- |
| Турниры Большого шлема (0)* |
| Итоговый турнир ATP (0)     |
| Мастерс (1)                 |
| АТР 500 (1)                 |
| АТР 250 (1)                 |

| Титулы по покрытиям | Титулы по месту проведения матчей турнира |
| ------------------- | ----------------------------------------- |
| Хард (2)*           | Зал (1)                                   |
| Грунт (0)           | Зал (1)                                   |
| Трава (1)           | Открытый воздух (2)                       |
| Ковёр (0)           | Открытый воздух (2)                       |

* количество побед в одиночном разряде.
| №  | Дата            | Турнир             | Покрытие   | Соперник в финале | Счёт           |
| 1. | 16 июня 2024    | Штутгарт, Германия | Трава      | Маттео Берреттини | 3-6 7-6(5) 6-4 |
| 2. | 27 октября 2024 | Вена, Австрия      | Хард (зал) | Карен Хачанов     | 6-4 7-5        |
| 3. | 16 марта 2025   | Индиан-Уэлс, США   | Хард       | Хольгер Руне      | 6-2 6-2        |

#### Поражения (4)
| №  | Дата            | Турнир              | Покрытие   | Соперник в финале | Счёт           |
| 1. | 11 ноября 2023  | София, Болгария     | Хард (зал) | Адриан Маннарино  | 6-7(6) 6-2 3-6 |
| 2. | 13 января 2024  | Аделаида, Австралия | Хард       | Иржи Легечка      | 6-4 4-6 3-6    |
| 3. | 22 февраля 2025 | Доха, Катар         | Хард       | Андрей Рублёв     | 5-7 7-5 1-6    |
| 4. | 4 мая 2025      | Мадрид, Испания     | Грунт      | Каспер Рууд       | 5-7 6-3 4-6    |

## История выступлений на турнирах
По состоянию на 9 июня 2025 года
Для того, чтобы предотвратить неразбериху и удваивание счета, информация в этой таблице корректируется только по окончании турнира или по окончании участия там данного игрока.
| Турнир                       | 2018          | 2019          | 2020          | 2021          | 2022          | 2023          | 2024  | 2025  | Итог   | В/П за карьеру |
| ---------------------------- | ------------- | ------------- | ------------- | ------------- | ------------- | ------------- | ----- | ----- | ------ | -------------- |
| Турниры Большого шлема       |               |               |               |               |               |               |       |       |        |                |
| Открытый чемпионат Австралии | -             | -             | -             | -             | -             | 1Р            | 2Р    | 4Р    | 0 / 3  | 4-3            |
| Открытый чемпионат Франции   | -             | -             | -             | -             | -             | 1Р            | 1Р    | 4Р    | 0 / 3  | 3-3            |
| Уимблдонский турнир          | K1            | K1            | НП            | 1Р            | 2Р            | -             | 2Р    |       | 0 / 3  | 2-3            |
| Открытый чемпионат США       | -             | -             | -             | -             | 3Р            | 4Р            | 1/2   |       | 0 / 3  | 10-3           |
| Итог                         | 0 / 0         | 0 / 0         | 0 / 0         | 0 / 1         | 0 / 2         | 0 / 3         | 0 / 4 | 0 / 2 | 0 / 12 |                |
| В/П в сезоне                 | 0-0           | 0-0           | 0-0           | 0-1           | 3-2           | 3-3           | 7-4   | 6-2   |        | 19-12          |
| Олимпийские игры             |               |               |               |               |               |               |       |       |        |                |
| Летняя Олимпиада             | Не проводился | Не проводился | Не проводился | -             | Не проводился | Не проводился | 2Р    | НП    | 0 / 1  | 1-1            |
| Турниры Мастерс              |               |               |               |               |               |               |       |       |        |                |
| Индиан-Уэлс                  | -             | -             | НП            | -             | -             | 4Р            | 1Р    | П     | 1 / 3  | 9-2            |
| Майами                       | -             | -             | НП            | 1Р            | 2Р            | -             | 2Р    | 2Р    | 0 / 4  | 2-4            |
| Монте-Карло                  | -             | -             | НП            | -             | -             | 2Р            | 1Р    | 3Р    | 0 / 3  | 2-3            |
| Мадрид                       | -             | -             | НП            | -             | 2Р            | -             | 2Р    | Ф     | 0 / 3  | 7-3            |
| Рим                          | -             | -             | -             | -             | -             | -             | 2Р    | 1/4   | 0 / 2  | 4-2            |
| Торонто/Монреаль             | -             | -             | НП            | -             | 1/4           | -             | 1Р    |       | 0 / 2  | 3-2            |
| Цинциннати                   | -             | -             | -             | -             | -             | -             | 1/4   |       | 0 / 1  | 3-1            |
| Шанхай                       | -             | -             | Не проводился | Не проводился | Не проводился | -             | -     |       | 0 / 0  | 0-0            |
| Париж                        | -             | -             | -             | -             | 2Р            | -             | 3Р    |       | 0 / 2  | 3-2            |
| Статистика за карьеру        |               |               |               |               |               |               |       |       |        |                |
| Проведено финалов            | 0             | 0             | 0             | 0             | 0             | 1             | 3     | 3     |        | 7              |
| Выиграно турниров АТП        | 0             | 0             | 0             | 0             | 0             | 0             | 2     | 1     |        | 3              |
| В/П: всего                   | 0-0           | 0-0           | 0-0           | 2-3           | 19-14         | 19-12         | 39-22 | 25-7  |        | 104-58         |
| Σ % побед                    | -             | -             | -             | 40 %          | 58 %          | 61 %          | 64 %  | 78 %  |        | 64,2 %         |

К — проигрыш в квалификационном турнире.

## Победы над теннисистами из топ-10
По состоянию на 9 июня 2025 года
- У Дрейпера рекорд 8-16 против игроков, которые на момент проведения матча входили в топ-10.

| Сезон | 2021 | 2022 | 2023 | 2024 | 2025 | Всего |
| Побед | 0    | 2    | 0    | 4    | 2    | 8     |

| №    | Игрок               | Рейтинг | Турнир                 | Покрытие   | Этап       | Счёт             | Рейтинг Дрейпера |
| ---- | ------------------- | ------- | ---------------------- | ---------- | ---------- | ---------------- | ---------------- |
| 2022 |                     |         |                        |            |            |                  |                  |
| 1.   | Стефанос Циципас    | 5       | Монреаль, Канада       | Хард       | 2-й раунд  | 7-5, 7-6(4)      | 82               |
| 2.   | Феликс Оже-Альяссим | 8       | Открытый чемпионат США | Хард       | 2-й раунд  | 6-4, 6-4, 6-4    | 53               |
| 2024 |                     |         |                        |            |            |                  |                  |
| 3.   | Карлос Алькарас     | 2       | Лондон, Великобритания | Трава      | 2-й раунд  | 7-6(3), 6-3      | 31               |
| 4.   | Алекс де Минор      | 10      | Открытый чемпионат США | Хард       | 1/4 финала | 6-3, 7-5, 6-2    | 25               |
| 5.   | Хуберт Хуркач       | 8       | Токио, Япония          | Хард       | 2-й раунд  | 6-4, 6-4         | 20               |
| 6.   | Тейлор Фриц         | 6       | Париж, Франция         | Хард (зал) | 2-й раунд  | 7-6(6), 4-6, 6-4 | 15               |
| 2025 |                     |         |                        |            |            |                  |                  |
| 7.   | Тейлор Фриц         | 4       | Индиан-Уэлс, США       | Хард       | 4-й раунд  | 7-5, 6-4         | 14               |
| 8.   | Карлос Алькарас     | 3       | Индиан-Уэлс, США       | Хард       | 1/2 финала | 6-1, 0-6, 6-4    | 14               |